# X-caboquinho
O x-caboquinho é um sanduíche típico da culinária do Amazonas. Consiste em um pão francês recheado com lascas de tucumã, banana pacovã madura frita, queijo coalho e manteiga.
Geralmente consumido no café da manhã, é uma das iguarias mais pedidas em feiras e lanchonetes do município de Manaus. Em 23 de outubro de 2019 o x-caboquinho foi reconhecido como Patrimônio Cultural Imaterial da cidade de Manaus. O objetivo da lei é incentivar a perpetuação e preservação cultural como legado para as futuras gerações.

## Ingredientes

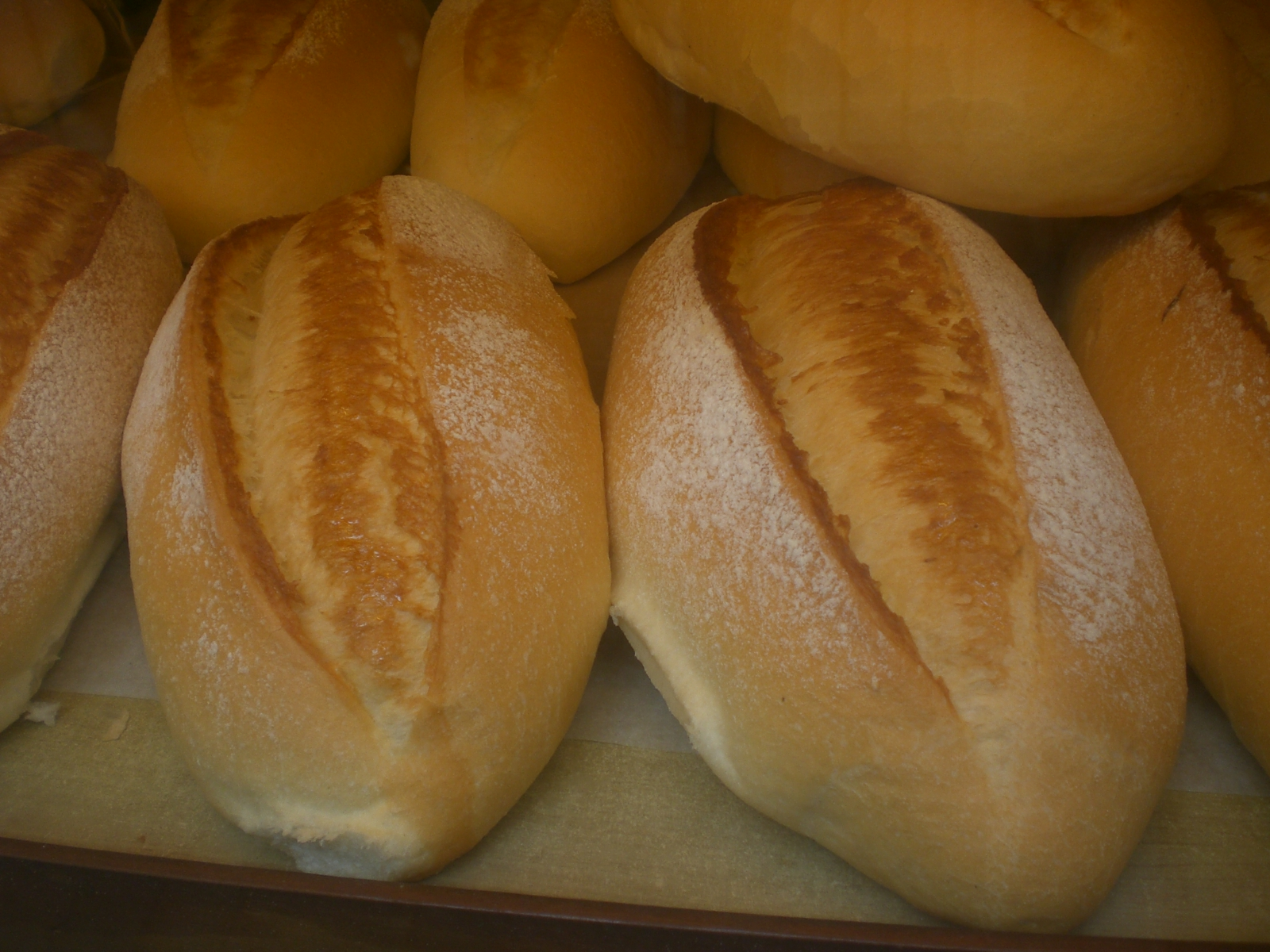
Pão francês
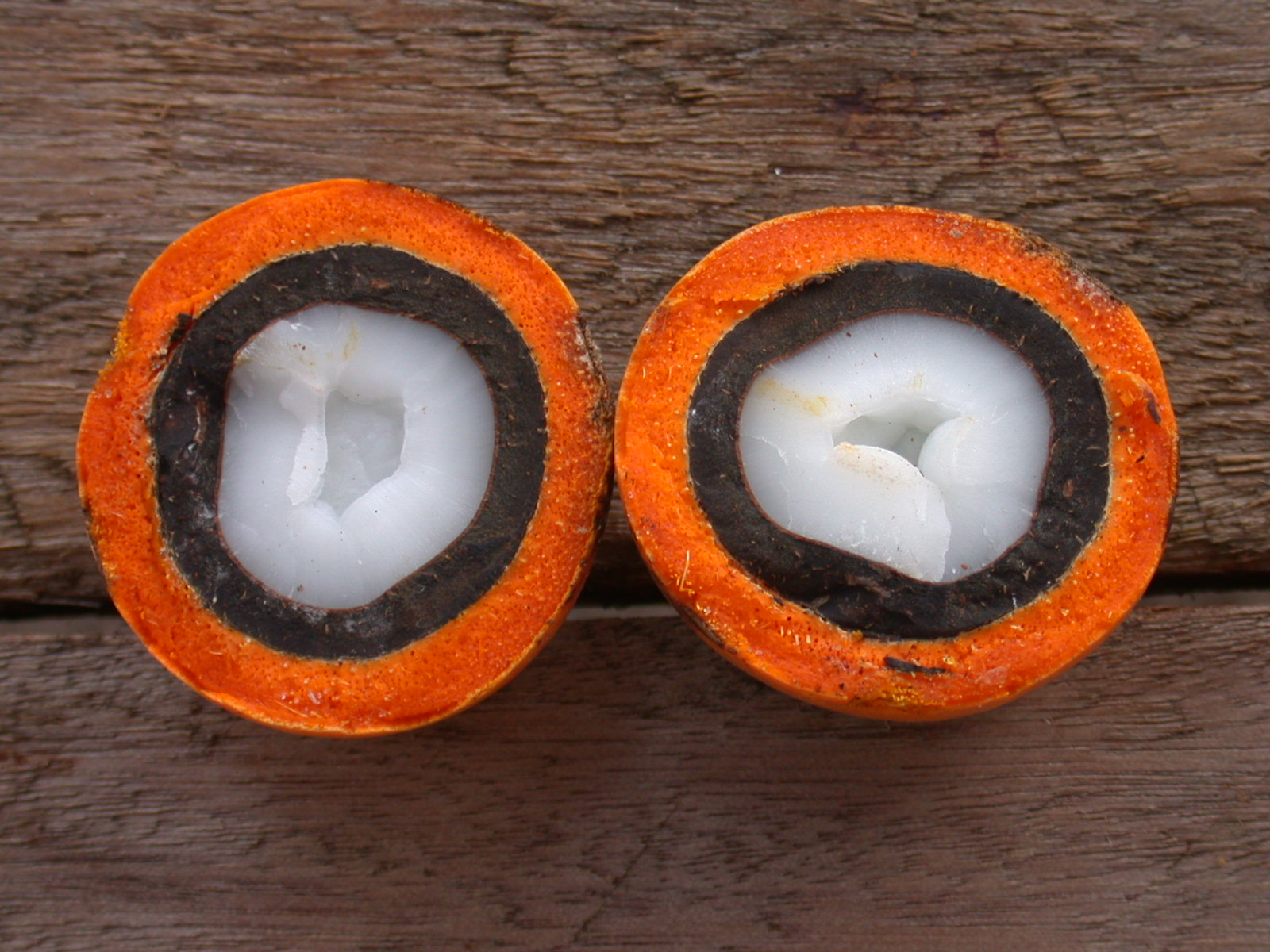
Fruto do tucumã
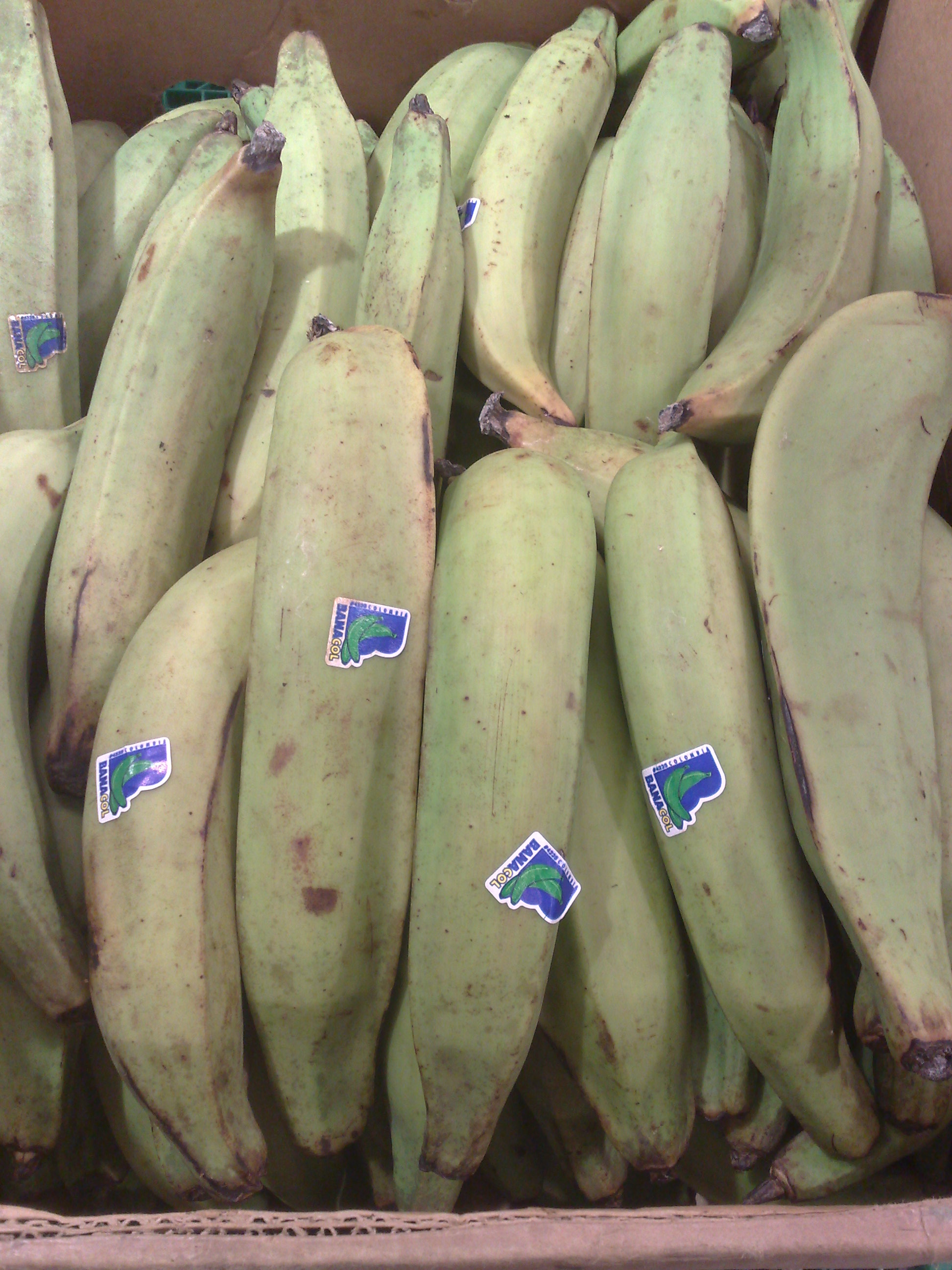
Banana pacovã
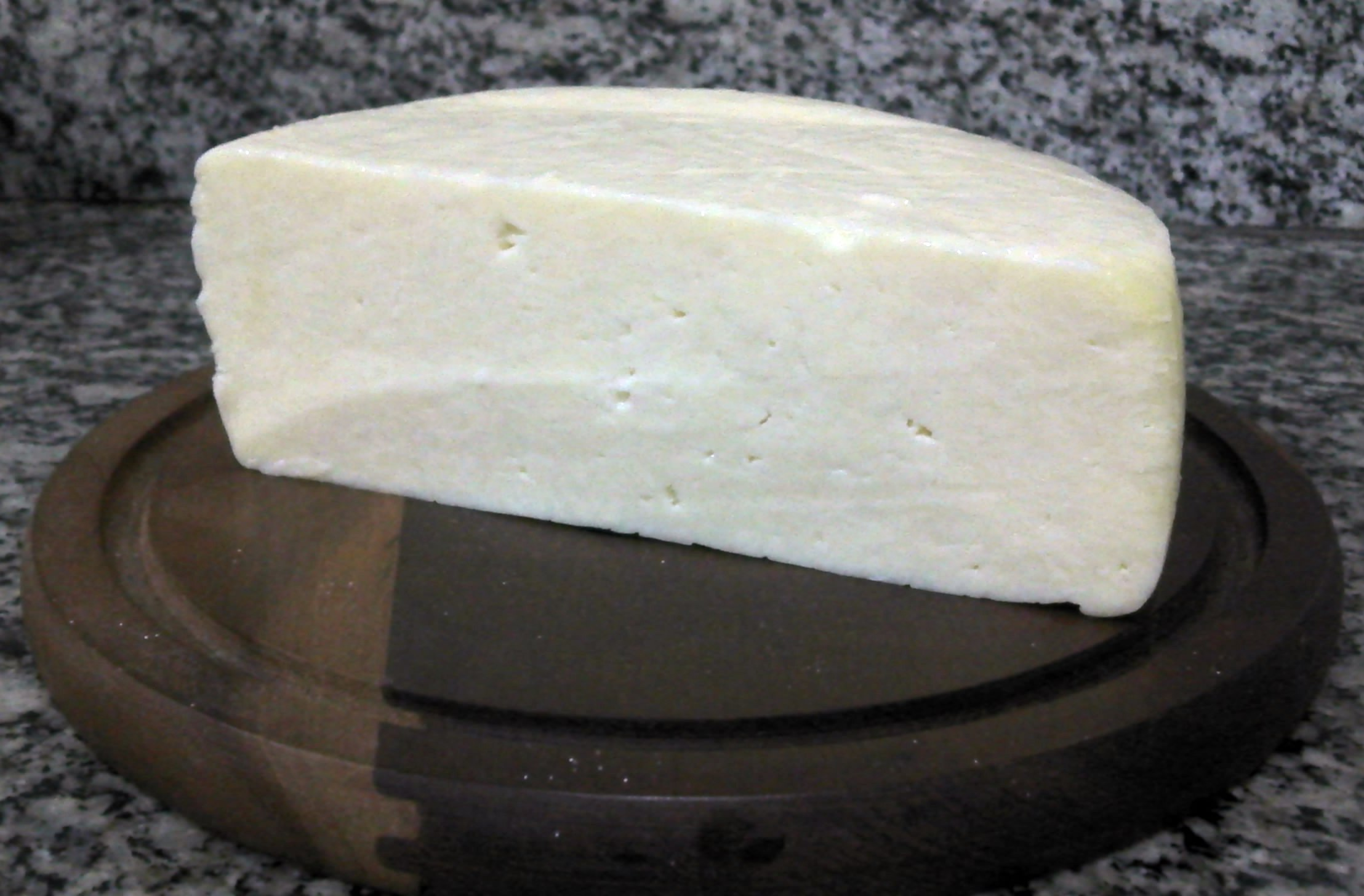
Queijo coalho
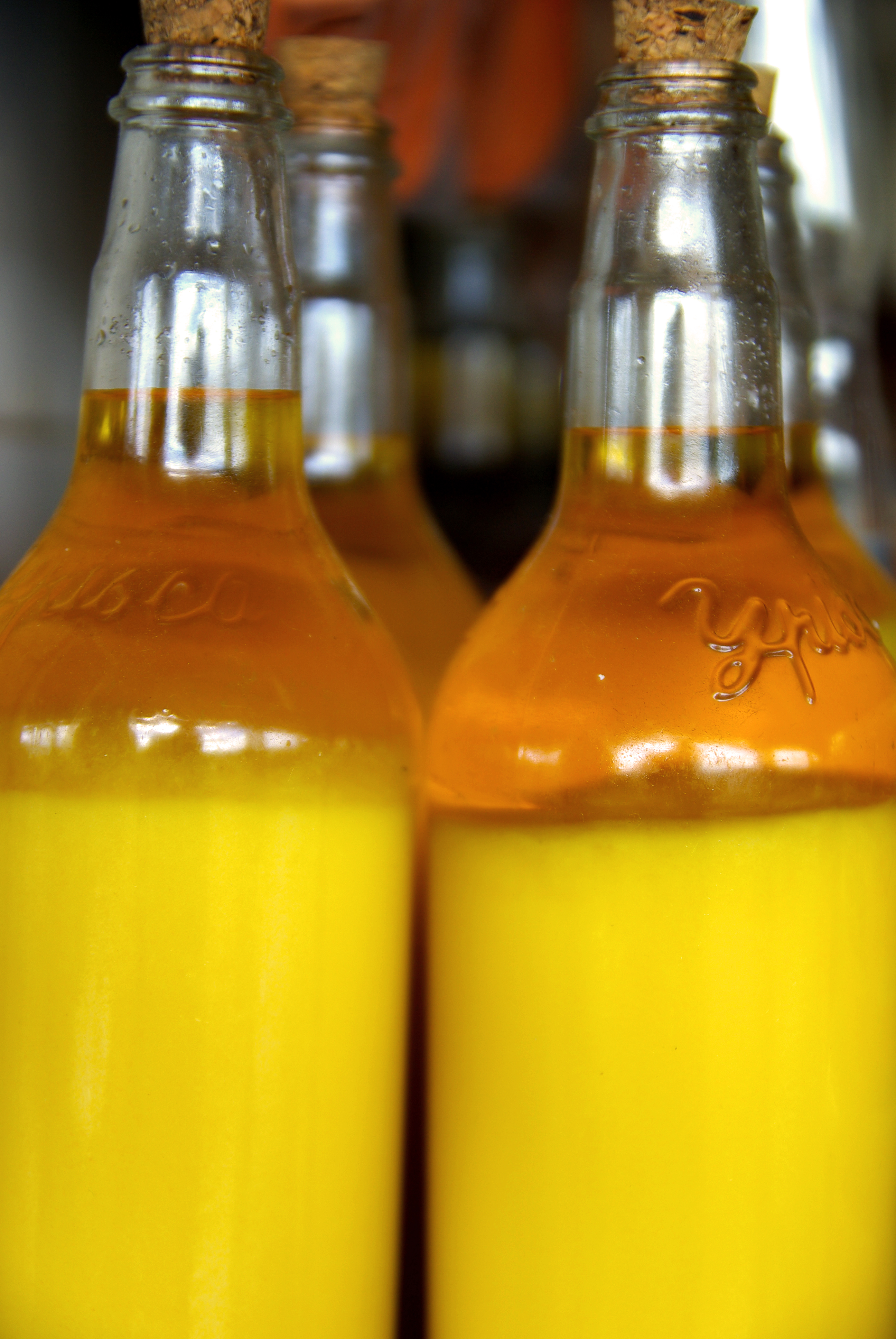
Manteiga de garrafa